# 조선의 마지막 황태자 영친왕
《조선의 마지막 황태자 영친왕》은 서울신문 특파원이었던 김을한이 도쿄로 특파되었던 시절 만난 대한제국 마지막 황태자 영친왕과 그 외의 인물들에 대하여 저술한 책을 말한다. 이 책은 1971년 출간된 적이 있으며, 2010년 한국 일본 강제병합 100년을 맞이하여 다시 출간되었다.

## 같이 보기
- 대한제국
- 영친왕
- 대한제국 황실 비사
- 낙선재주변